# Bromuniola
Bromuniola là một chi thực vật có hoa trong họ Hòa thảo (Poaceae).

## Loài
Chi Bromuniola gồm các loài: